# 마티아스 에트리히
마티아스 에트리히(독일어: Matthias Ettrich, 1972년 6월 14일 ~)은 독일 출신의 소프트웨어 엔지니어이다. 자유 소프트웨어인 LyX 프로젝트와 데스크탑 환경 중 하나인 KDE 프로젝트를 만들었다.